# Purpurit

Purpuritul este un mineral fosfat anhidru de mangan (III), MnPO4. Denumirea își are originea în culoarea purpurie, specifică mineralelor de mangan.
Fierul (III) poate fi înglobat în structură prin substituție cationică izomorfă. Produsul substituției totale (FePO4) se numește heterosit.